# Bislett Games 2008
Il Bislett Games 2008 è stata l'edizione 2008 del meeting di atletica leggera Bislett Games e si è svolta dalle ore 19:30 alle 22:00 UTC+2 del 6 giugno 2008, come di consueto al Bislett stadion di Oslo, in Norvegia. Il meeting è stato anche la seconda tappa della Golden League 2008.

## Programma
Il meeting ha visto lo svolgimento di 16 specialità, 9 maschili e 7 femminili: di queste, 6 maschili e 4 femminili erano valide per la Golden League.
| # | Orario | Specialità             |
| - | ------ | ---------------------- |
| 1 | 19:40  | 1500 m                 |
| 2 | 20:10  | Lancio del giavellotto |
| 3 | 20:15  | Salto in lungo         |
| 4 | 20:20  | 100 m                  |
| 5 | 20:25  | 400 m                  |
| 6 | 20:40  | 400 m hs               |
| 7 | 21:20  | 800 m                  |
| 8 | 21:35  | 200 m                  |
| 9 | 21:50  | Miglio                 |

| # | Orario | Specialità    |
| - | ------ | ------------- |
| 1 | 19:45  | Salto in alto |
| 2 | 19:50  | 100 m         |
| 3 | 20:05  | 3000 m siepi  |
| 4 | 20:50  | 5000 m        |
| 5 | 21:15  | 100 m hs      |
| 6 | 21:30  | 200 m         |
| 7 | 21:40  | 800 m         |

     Specialità valide per la Golden League

## Risultati
Di seguito i primi tre classificati di ogni specialità.

### Uomini
| Specialità             | 1º classificato        | Prestazione | 2º classificato      | Prestazione | 3º classificato   | Prestazione |
| 100 m                  | Derrick Atkins         | 9.98        | Michael Rodgers      | 10.04       | Marc Burns        | 10.07       |
| 200 m                  | Brendan Christian      | 20.39       | Paul Hession         | 20.48       | Clement Campbell  | 20.58       |
| 400 m                  | Jeremy Wariner         | 43.98       | Chris Brown          | 44.40       | Nery Brenes       | 45.21       |
| 800 m                  | Abubaker Kaki Khamis   | 1'42.69     | David Lekuta Rudisha | 1'43.72     | Mbulaeni Mulaudzi | 1'44.04     |
| 1500 m                 | Thomas Lancashire      | 3'35.33     | Mitchell Kealey      | 3'36.21     | Timothy Kiptanui  | 34'37.15    |
| Miglio                 | Andrew Baddeley        | 3'49.38     | Haron Keitany        | 3'49.70     | Deresse Mekonnen  | 3'49.72     |
| 400 m hs               | Bershawn Jackson       | 48.15       | Danny McFarlane      | 48.58       | L. J. van Zyl     | 48.84       |
| Salto in lungo         | Hussein Taher Al-Sabee | 8.19 m      | Andrew Howe          | 8.16 m      | Godfrey Mokoena   | 8.15 m      |
| Lancio del giavellotto | Andreas Thorkildsen    | 87.73 m     | Tero Järvenpää       | 86.49 m     | Tero Pitkämäki    | 85.92 m     |

In grassetto le specialità valide per il jackpot della Golden League
     Atleti ancora in corsa per il jackpot della Golden League dopo questo meeting

### Donne
| Specialità    | 1º classificata          | Prestazione | 2º classificata    | Prestazione | 3º classificata    | Prestazione |
| 100 m         | Sheri-Ann Brooks         | 11.24       | Bianca Knight      | 11.25       | Yulia Nestsiarenka | 11.26       |
| 200 m         | Bianca Knight            | 22.56       | Yulia Gushchina    | 22.85       | Christine Ohuruogu | 22.94       |
| 800 m         | Pamela Jelimo            | 1'55.41     | Lucia Klocová      | 1'58.89     | Kenia Sinclair     | 1'59.00     |
| 5000 m        | Tirunesh Dibaba          | 14'11.15    | Lucy Kabuu Wangui  | 14'33.49    | Ejegayehu Dibaba   | 14'36.78    |
| 100 m hs      | Josephine Onyia          | 12.59       | LoLo Jones         | 12.66       | Susanna Kallur     | 12.71       |
| 3000 m siepi  | Gulnara Samitova-Galkina | 9'14.77     | Yekaterina Volkova | 9'18.24     | Donna MacFarlane   | 9'18.35     |
| Salto in alto | Blanka Vlašić            | 2.04 m      | Ariane Friedrich   | 1.98 m      | Ruth Beitia        | 1.94 m      |

In grassetto le specialità valide per il jackpot della Golden League
     Atlete ancora in corsa per il jackpot della Golden League dopo questo meeting